# Zona metropolitana de Tlaxcala-Apizaco
La zona metropolitana de Tlaxcala-Apizaco o, por sus siglas, ZMTA es el área metropolitana formada por la ciudad de Tlaxcala y la ciudad de Apizaco, principalmente, así como 19 municipios centrales del Estado de Tlaxcala. En 2020 agrupó un total de 627,588 habitantes, siendo la región urbana más  poblada y grande del estado de Tlaxcala y la número 34 en México.

## Ubicación
Los municipios que forman parte de esta aglomeración son los siguientes:
|       |                                 |        |
| Clave | Municipio                       | Pob    |
| 001   | Amaxac de Guerrero              | 11,403 |
| 002   | Apetatitlán de Antonio Carvajal | 16,003 |
| 003   | Municipio de Atlangatepec       | 7,087  |
| 005   | Apizaco                         | 80,725 |
| 009   | Cuaxomulco                      | 5,928  |
| 010   | Chiautempan                     | 73,215 |
| 011   | Muñoz de Domingo Arenas         | 4,755  |
| 018   | Contla de Juan Cuamatzi         | 38,579 |
| 024   | Panotla                         | 28,357 |
| 026   | Santa Cruz Tlaxcala             | 24,116 |
| 031   | Tetla de la Solidaridad         | 35,284 |
| 033   | Tlaxcala                        | 99,896 |
| 034   | Tlaxco                          | 45,438 |
| 035   | Tocatlán                        | 6,294  |
| 036   | Totolac                         | 22,529 |
| 038   | Tzompantepec                    | 18,006 |
| 039   | Xaloztoc                        | 25,607 |
| 043   | Yauhquemehcan                   | 42,242 |
| 048   | La Magdalena Tlaltelulco        | 19,036 |
| 049   | San Damián Texoloc              | 5,884  |
| 050   | San Francisco Tetlanohcan       | 11,761 |
| 060   | Santa Isabel Xiloxoxtla         | 5,443  |